# 刘善桥
刘善桥（1956年11月—），男，汉族，湖北随州人，中华人民共和国政治人物。湖北省委党校经济管理专业毕业，省委党校在职研究生学历。

## 生平
1975年8月参加工作。1978年4月加入中国共产党。历任随县高城公社团委副书记、书记，随州市南效办事处党委书记、尚市镇党委书记，随州市政府副市长，宜城市政府市长，枣阳市委书记、市人大主任，襄樊市委副书记兼枣阳市委书记、人大主任，襄樊市委副书记，2002年11月任黄冈市委副书记、代市长，2003年元月被选为黄冈市人民政府市长。十届全国人大代表、湖北省第十届人大代表。2011年12月当选黄冈市委书记，2013年2月不再担任黄冈市委书记 。2013年1月当选湖北省政协十一届委员会副主席。
2017年6月26日，中纪委网站宣布，刘善桥涉嫌严重违纪接受组织审查。2017年9月18日，中纪委监察部决定基于刘善桥开除党籍、开除公职处分，将其犯罪问题移交司法机关。2018年5月25日，被开除公职。6月21日，河南省南阳市中级人民法院一审公开开庭审理了湖北省政协原副主席刘善桥受贿一案。南阳市人民检察院起诉指控，2009年至2017年，刘善桥直接或通过他人收受相关单位或个人给予的财物，共计折合人民币1790万余元。9月4日，河南南阳中院一审判决，刘善桥犯受贿罪，判处有期徒刑12年，并处罚金人民币200万元；对刘善桥受贿所得财物及其孳息予以追缴，上缴国库。刘善桥当庭表示服从判决，不上诉。